# 尼奧諾省

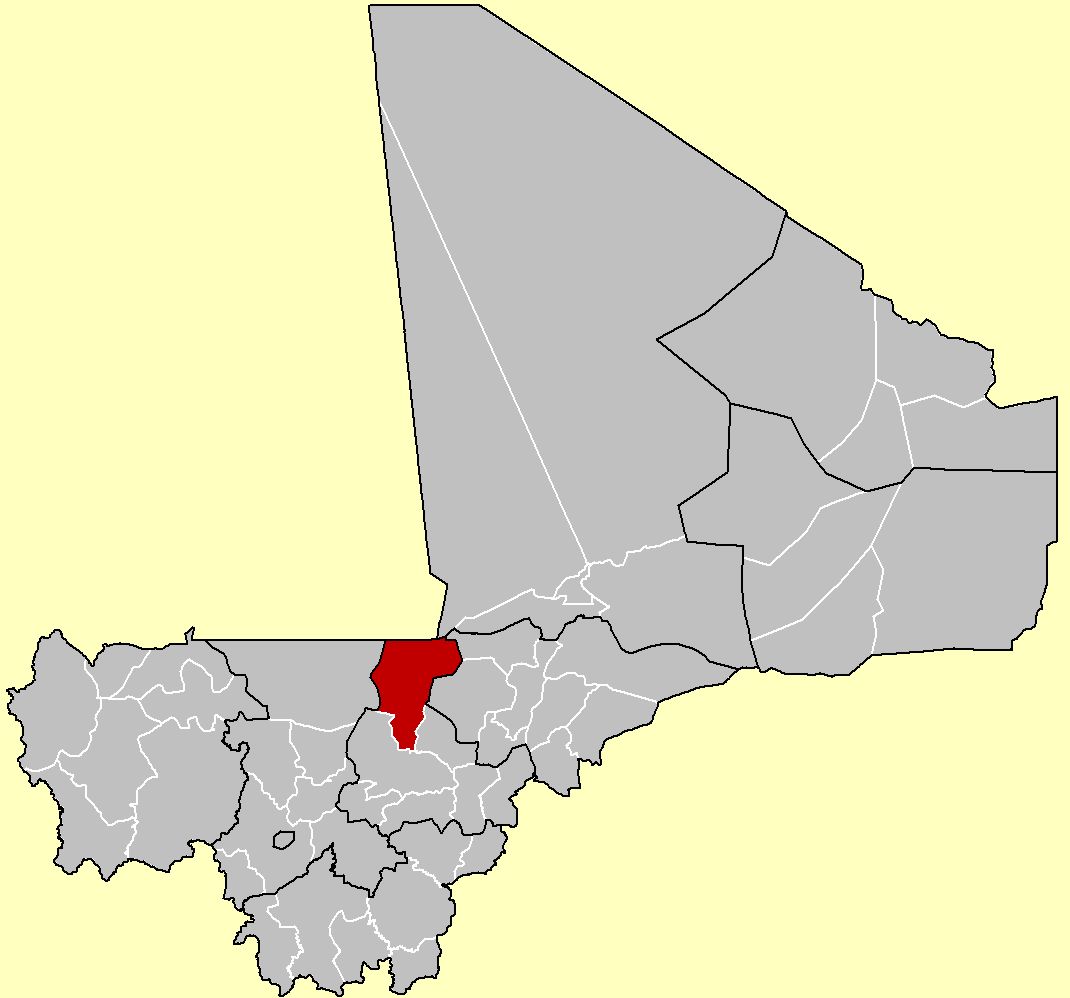

尼奧諾省（法語：Cercle de Niono），是馬里的省份，位於該國中部，由塞古區負責管轄，首府設於紐諾，面積23,063平方公里，2009年人口365,443，該鎮人口密度每平方公里16人。